# Taekwondo ai Giochi della XXXIII Olimpiade
Le prove di taekwondo ai Giochi della XXXIII Olimpiade si sono svolti nel Grand Palais dal 7 al 10 agosto 2024. Si sono disputate otto gare, quattro maschili e quattro femminili.

## Qualificazioni
Sono stati ammessi ai giochi 128 atleti, 64 uomini e 64 donne, di cui 16 per ogni categoria. Ogni nazione ha avuto diritto ad una rappresentanza di un massimo di otto atleti, uno per ogni categoria e quattro per ogni genere.

## Calendario
| Uomini | 58 kg | 68 kg | 80 kg | +80 kg | 4 |
| Donne  | 49 kg | 57 kg | 67 kg | +67 kg | 4 |
| Totale | 2     | 2     | 2     | 2      | 8 |

|  | Finali |

## Podi

### Uomini
| Evento                  | Oro              | Argento            | Bronzo                          |
| fino a 58 kg (dettagli) | Park Tae-joon    | Gashim Magomedov   | Cyrian Ravet Mohamed Jendoubi   |
| fino a 68 kg (dettagli) | Ulugbek Rashitov | Zaid Kareem        | Liang Yushuai Edival Pontes     |
| fino a 80 kg (dettagli) | Firas Katoussi   | Mehran Barkhordari | Simone Alessio Edi Hrnic        |
| oltre 80 kg (dettagli)  | Arian Salimi     | Caden Cunningham   | Rafael Alba Cheick Sallah Cissé |

### Donne
| Evento                  | Oro                    | Argento            | Bronzo                           |
| fino a 49 kg (dettagli) | Panipak Wongpattanakit | Guo Qing           | Mobina Nematzadeh Lena Stojković |
| fino a 57 kg (dettagli) | Kim Yu-jin             | Nahid Kiani        | Skylar Park Kimia Alizadeh       |
| fino a 67 kg (dettagli) | Viviana Márton         | Aleksandra Perišić | Kristina Teachout Sarah Chaâri   |
| oltre 67 kg (dettagli)  | Althéa Laurin          | Svetlana Osipova   | Lee Da-bin Nafia Kuş             |

## Medagliere
| Pos.   | Paese          | Oro | Argento | Bronzo | Totale |
| ------ | -------------- | --- | ------- | ------ | ------ |
| 1      | Corea del Sud  | 2   | 0       | 1      | 3      |
| 2      | Iran           | 1   | 2       | 1      | 4      |
| 3      | Uzbekistan     | 1   | 1       | 0      | 2      |
| 4      | Tunisia        | 1   | 0       | 1      | 2      |
| 4      | Francia        | 1   | 0       | 1      | 2      |
| 6      | Thailandia     | 1   | 0       | 0      | 1      |
| 6      | Ungheria       | 1   | 0       | 0      | 1      |
| 8      | Cina           | 0   | 1       | 1      | 2      |
| 9      | Azerbaigian    | 0   | 1       | 0      | 1      |
| 9      | Giordania      | 0   | 1       | 0      | 1      |
| 9      | Serbia         | 0   | 1       | 0      | 1      |
| 9      | Gran Bretagna  | 0   | 1       | 0      | 1      |
| 13     | Croazia        | 0   | 0       | 1      | 1      |
| 13     | Canada         | 0   | 0       | 1      | 1      |
| 13     | Bulgaria       | 0   | 0       | 1      | 1      |
| 13     | Brasile        | 0   | 0       | 1      | 1      |
| 13     | Stati Uniti    | 0   | 0       | 1      | 1      |
| 13     | Belgio         | 0   | 0       | 1      | 1      |
| 13     | Italia         | 0   | 0       | 1      | 1      |
| 13     | Danimarca      | 0   | 0       | 1      | 1      |
| 13     | Turchia        | 0   | 0       | 1      | 1      |
| 13     | Cuba           | 0   | 0       | 1      | 1      |
| 13     | Costa d'Avorio | 0   | 0       | 1      | 1      |
| Totale | Totale         | 8   | 8       | 16     | 32     |